# Deng Yingchao
En aquest nom xinès, el cognom és Deng.

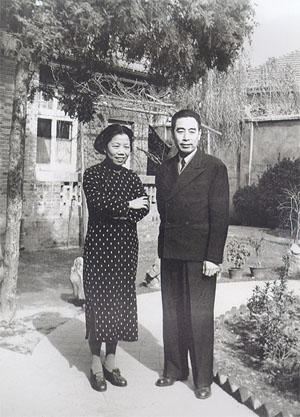
Deng Yingchao i Zhou Enlai

Deng Yingchao (xinès simplificat: 邓颖超; xinès tradicional: 鄧穎超; pinyin: Dèng Yǐngchāo) fou una militant comunista que va tenir un paper rellevant en el comunisme xinès i única integrant femenina del denominat grup dels “Vuit immortals”, revolucionaris des de l'inici. Va néixer el 4 de febrer de 1904 a Nanning província de Guangxi (altres fonts indiquen el comtat Guangshan (光山縣), província de Henan) amb el nom de Deng Wenshu (鄧文淑) i va morir el dia 11 de juliol de 1992. Casada, el 8 d'agost de 1925 amb el Primer Ministre Zhou Enlai quan aquest tornà a la Xina des de França.

## Biografia
La seva família era de petits propietaris de la terra. Participà en política de ben jove, i fou contrària al costum tradicional de l'embenatge obligatori dels peus de les nenes. Quan va morir el seu pare, la seva mare la va iniciar en l'estudi de la medicina i fou alumna de l'Escola Femenina de Beiyang. Participà en el Moviment del Quatre de Maig, motiu pel qual va ser detinguda, on va conèixer Zhou Enlai. No van tenir descendència però van adoptar fills orfes de “màrtirs de la Revolució” (un dels quals va ser el ministre Li Peng). En el seu activisme revolucionari cal mencionar el seu paper en la Llarga Marxa i en la resistència contra els invasors japonesos (va escapar de Beijing disfressada). Responsable en temes específics de les dones als quals es va dedicar des de la base comunista de Yenan als anys 40 del segle passat. Presidenta de la Conferència Consultiva Política del Poble de la Xina (del 1983 al 1988). A diferència d'altres alt càrrecs, es caracteritzà per la seva austeritat.
Zhou Enlai i ella tenen dedicat un Memorial.